# チャールズ・セシル (1619-1660)
クランボーン子爵チャールズ・セシル（英語: Charles Cecil, Viscount Cranborne KB、1619年7月15日洗礼 – 1660年12月）は、清教徒革命期の政治家。短期議会と長期議会でハートフォード選挙区の代表として庶民院議員を務めた。第2代ソールズベリー伯爵ウィリアム・セシルの法定推定相続人だったが、父に先立って死去した。

## 生涯
第2代ソールズベリー伯爵ウィリアム・セシルと妻キャサリン（初代サフォーク伯爵トマス・ハワードと2人目の妻キャサリンの娘）の次男（長男ジェームズは1616年に生まれ、同年に夭折した）として生まれ、1619年7月15日に洗礼を受けた。
1626年2月2日のチャールズ1世戴冠式でバス騎士団員に叙された。1634年10月、ケンブリッジ大学セント・ジョンズ・カレッジに入学した。
1639年4月2日、ダイアナ・マクスウェル（Diana Maxwell、1623年ごろ – 1675年6月、初代ダールトン伯爵ジェームズ・マクスウェルの娘）と結婚、7男5女をもうけた。
- ロバート（1660年12月5日埋葬） - 生涯未婚[3]
- ジェームズ（1646年3月27日以前 – 1683年5月） - 第3代ソールズベリー伯爵[1]
- チャールズ - 生涯未婚[3]
- ウィリアム - 生涯未婚[3]
- エドワード - 生涯未婚[3]
- ヘンリー - 生涯未婚[3]
- ジョージ - 生涯未婚[3]
- キャサリン（1683年ごろ没） - 第4代キノール伯爵ウィリアム・ヘイ（英語版）と結婚、子供あり[4]
- フランシス（1723年6月15日没） - 1679年12月24日、第2代準男爵サー・ウィリアム・ボウヤーと結婚、子供あり[3]
- ダイアナ - 早世[3]
- ペネロープ - 早世[3]
- エリザベス - 早世[3]

議会派の一員であり、1640年に短期議会と長期議会でハートフォード選挙区から出馬して庶民院議員に当選、以降1648年まで議会活動の記録があったが、1648年12月のプライドのパージで失職した。
1660年12月、父に先立って死去した。